# Oriol de Bolòs i Capdevila
Oriol de Bolòs i Capdevila (Olot, 16 de marzo de 1924-Barcelona, 22 de marzo de 2007) fue un botánico especialista en flora y geobotánico, encuadrado en la escuela fitosociológica, especialista en florística de Cataluña y resto de España, y también de las regiones biogeográficas mediterránea y macaronésica, así como de Brasil.
Fue miembro de una familia de farmacéuticos y botánicos, que incluye a nombres notables, como Francesc Xavier Bolòs Germà (1773-1884), Estanislau Vayreda Vila (1848-1901) y su padre Antoni de Bolòs Vayreda (1889-1975).
Doctorado en la Universidad de Madrid, desde 1953 fue catedrático de la Universidad de Barcelona, y desde 1965 y hasta 1984, director del Instituto Botánico de Barcelona. Presidió la Sección de Ciencias Biológicas del Institut d'Estudis Catalans, en el que había ingresado en 1964, entre 1989 y 1992.
Fue discípulo de Pius Font i Quer y del fundador de la fitosociología, Josias Braun-Blanquet, con quien publicó Les groupements végétaux du bassin moyen de l'Ebre et leur dynamisme (1958). Como florista su principal obra fue la Flora dels Països Catalans (1984-2001), un esfuerzo por registrar exhaustivamente el conocimiento acumulado hasta el momento, que dirigió junto a Josep Vigo Bonada. Su obra publicada incluye más de 200 títulos entre libros, artículos y colaboraciones en obras colectivas.
Como buen discípulo de Font i Quer le prestó gran atención a las cuestiones lexicográficas de la Botánica. También fue activo toda su vida en la defensa de una actitud respetuosa con la naturaleza y con los intereses de las generaciones futuras.
Fue autor o coautor de los nombres formales de un buen número de comunidades fitosociológicas, junto a los que aparece con la abreviatura oficial O.Bolòs.

## Algunas publicaciones

### Libros
- 1950. La cartografía de la vegetación en los Pirineos. Volumen 27 de Monografías del Instituto de Estudios Pirenaicos. 17 pp.
- 1957. Les groupements végétaux du bassin moyen de l'Ebre et leur dynamisme, con Josias Braun-Blanquet. Consejo Superior de Investigaciones Científicas. Zaragoza.
- 1958. Oriol de Bolòs i Capdevila, René Molinier. Recherches phytosociologiques dans l'île de Majorque. Collectanea Botanica vol. 5, N.º 34, Fasc. 3, pp. 699-865 (167 pp.). Ed. Instituto Botánico de Barcelona.
- 1967. Comunidades vegetales de las comarcas próximas al litoral situadas entre los ríos Llobregat y Segura. Volumen 3; Volumen 31; Volumen 38 de Memorias de la Real Academia de Ciencias y Artes de Barcelona. Ed. Ariel. 280 pp.
- 1970. Observations phytosociologiques dans l'île de Minorque. Volumen 5 de Acta geobotanica Barcinonensia, con René Molinier y Pedro Montserrat Recoder. 150 pp.
- 1984. Flora dels Països Catalans. Cuatro volúmenes. Ed. Barcino.
- 1987. Las comunidades vegetales de la depresión del Ebro y su dinamismo, con J. BRAUN-BLANQUET. 278 pp. Ayuntamiento de Zaragoza.
- 1998. Atlas corològic de la flora vascular dels Països Catalans: primera compilació general, Barcelona : Institut d'Estudis Catalans, 1998. ISBN 84-7283-432-8
- 1990. Els arbres de Manresa. Manresa : Sobreroca, 1990. ISBN 84-86327-06-7
- 1994. Atles de la Val d'Aran. Barcelona: Institut Cartogràfic de Catalunya. ISBN 84-393-2928-8

## Honores
- Miembro de la Institució Catalana d'Història Natural, de la Academia de Ciencias y Artes de Barcelona y de la Comisión Fitosociológica Internacional.

Recibió honores del gobierno de la Generalidad de Cataluña, como la medalla Narcís Monturiol al mérito científico y tecnológico, y la Creu de Sant Jordi, máxima condecoración concedida por las instituciones de gobierno catalanas.
- La abreviatura «O.Bolòs» se emplea para indicar a Oriol de Bolòs i Capdevila como autoridad en la descripción y clasificación científica de los vegetales.[1]